# Johnny Daniel Leal
Johnny Daniel Leal (Pamplona, 11 december 1979) is een Colombiaans voormalig professioneel wielrenner.

## Belangrijkste overwinningen
2002
- Pan-Amerikaans kampioenschap tijdrijden, Elite
- Colombiaans kampioen tijdrijden, Elite

2003
- 4e etappe Ronde van Valle del Cauca